# Mart (mitologia)
Mart era el déu romà de la guerra, fill de Juno i una flor màgica. El mes de març i el planeta Mart estan anomenats en honor seu. Se l'associa amb Quirí, del qual es diu que era l'esperit de Ròmul, el fundador de l'Urbs. En Quirí podria haver estat un déu sabí, tanmateix. Però a diferència de Mart, Quirí era un déu que preferia acabar les guerres amb un tracte de pau. La seva parella era Venus i a diferència de la parella equivalent grega (Ares i Afrodita), se'ls representava com a ben avinguts i complementaris, tal com apareixen en nombroses representacions artístiques o en les imatges de la cerimònia del lectisterni.
En la mitologia grega hi havia un déu equivalent, Ares, però a diferència d'ell, Mart era més adorat que qualsevol altre déu romà, probablement pel fet d'estar vinculat amb la fundació de Roma.

## Nom
La paraula Mārs (genitiu Mārtis), que en llatí antic i en l'ús poètic també apareix com a Māvors (Māvortis), està relacionada amb osc Māmers (Māmertos). La forma llatina més antiga registrada, Mamart, és probablement d'origen estranger. S'ha explicat que deriva de Maris, el nom d'un nen-déu etrusc, tot i que en això no hi ha acord universal. Els estudiosos tenen opinions diferents sobre si els dos déus estan relacionats i, si és així, com. Els adjectius llatins del nom de Mart són martius i martialis, dels quals deriven anglès «marcial» (com en «arts marcials o " llei marcial») i noms personals com «Marcus», «Mark» i «Martin».
En última instància, Mart pot ser un reflex temàtic del déu protoindoeuropeu Perkwunos, que tenia originàriament un caràcter de tro.

## Naixement
Igual que Ares, que era fill de Zeus i Hera, Mart se sol considerar fill de Júpiter i Juno. En la versió d’Ovidi sobre l'origen de Mart, era fill sol de Juno. Júpiter havia usurpat la funció acceptada de les dones com a mares quan va donar a llum a Minerva directament des del seu front (o ment). Juno va demanar consell a la deessa Flora sobre com fer el mateix. Flora va obtenir una flor màgica (llatí flos, plural flores, paraula masculina) i la va provar en una vaca que es va fer fecunda alhora. La Flora va arrencar ritualment una flor, utilitzant el polze, va tocar el ventre de Juno i la va embarassar. Juno es va retirar a Tràcia i la costa de Màrmara per al naixement.
Ovidi explica aquesta història al Fastos, la seva llarga obra poètica sobre el calendari romà. Pot explicar per què la Matronàlia, un festival celebrat per dones casades en honor a Juno com a deessa del part, va tenir lloc el primer dia del mes de Mart, que també està marcat en un calendari de l'antiguitat tardana com l'aniversari de Mart. En el calendari romà més antic, març era el primer mes, i el déu hauria nascut amb l'any nou. Ovidi és l'única font de la història. Potser està presentant un mite literari de la seva pròpia invenció, o una tradició itàlica arcaica desconeguda; de qualsevol manera, en triar incloure la història, subratlla que Mart estava connectat amb la vida vegetal i no estava alienat de la criança femenina.

## Consort
La consort de Mart era Nerio o Neriene, «Valor». Ella representa la força vital (vis), el poder (potentia) i la majestat (maiestas) de Mart. El seu nom era considerat com Sabins en origen i és equivalent al llatí virtus, «virtut viri» (de vir, «home»). A principis del segle iii aC, el dramaturg còmic Plaute fa una referència a Mart saludant a Nerio, la seva dona. Una font de l'antiguitat tardana diu que Mart i Neriene ho van celebrar junts en un festival celebrat el 23 de març En el posterior Imperi Romà, Neriene va arribar a ser identificada amb Minerva.
Nerio probablement s'origina com una personificació divina del poder de Mart, ja que aquestes abstraccions en llatí són generalment femenines. El seu nom apareix amb el de Mart en una pregària arcaica que invoca una sèrie de qualitats abstractes, cadascuna combinada amb el nom d'una deïtat. La influència de la mitologia grega i els seus déus antropomòrfics pot haver fet que els escriptors romans tractessin aquestes parelles com a «matrimonis».

### Venus i Mart

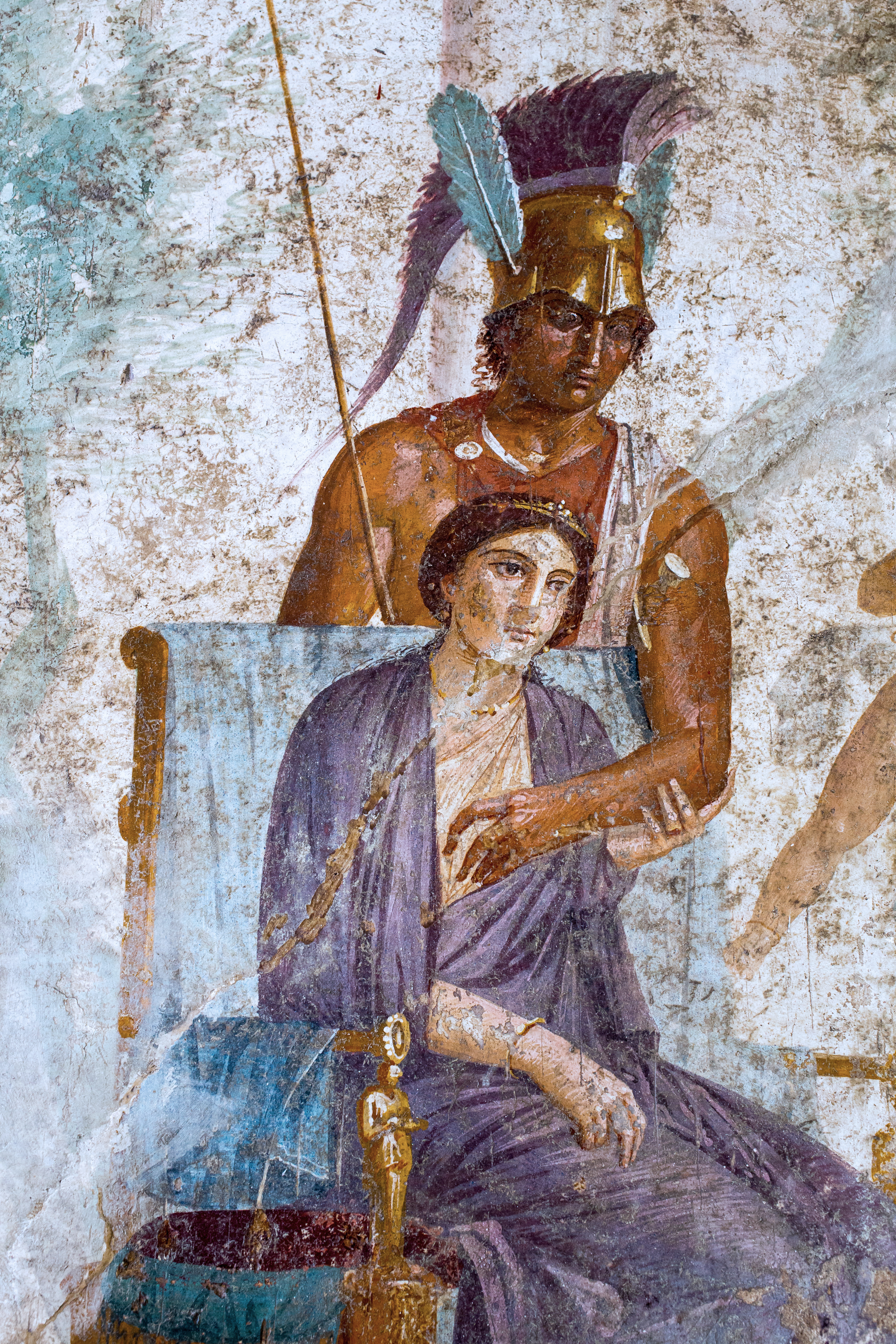
Mart acaricia Venus entronitzada. Pintura mural a Pompeia, c. 20 aC – anys 50 dC

La unió de Venus i Mart va ser més atractiva per als poetes i filòsofs, i la parella va ser un tema freqüent d'art. En el mite grec, l'adulteri d’Ares i Afrodita havia estat exposat al ridícul quan el seu marit Hefest (l'equivalent romà del qual era Vulcà) els va atrapar en el fet mitjançant un llaç màgic. Encara que originàriament no formaven part de la tradició romana, l'any 217 aC Venus i Mart es van presentar com una parella complementària al lectisternium, un banquet públic en el qual es presentaven imatges de dotze déus principals de l'estat romà en sofàs com si fossin presents i participant.
Les escenes de Venus i Mart en l'art romà sovint ignoren les implicacions adúlteres de la seva unió i gaudeixen de la parella atractiva a la qual assisteixen Cupido o Amors múltiples. Algunes escenes poden implicar el matrimoni, i la relació va ser romanticitzada en l'art funerari o domèstic en què els marits i les dones es van representar com la parella divina apassionada.
La unió de divinitats que representaven l’Amor i la Guerra es prestava a l’al·legoria, sobretot perquè els amants eren els pares de Concòrdia. El filòsof renaixentista Marsilio Ficino assenyala que «només Venus domina Mart, i ell mai la domina». En l'art antic romà i renaixentista, Mart es mostra sovint desarmat i relaxat, o fins i tot dormint, però la naturalesa extramatrimonial de la seva relació també pot suggerir que aquesta pau és impermanent.

## Mite

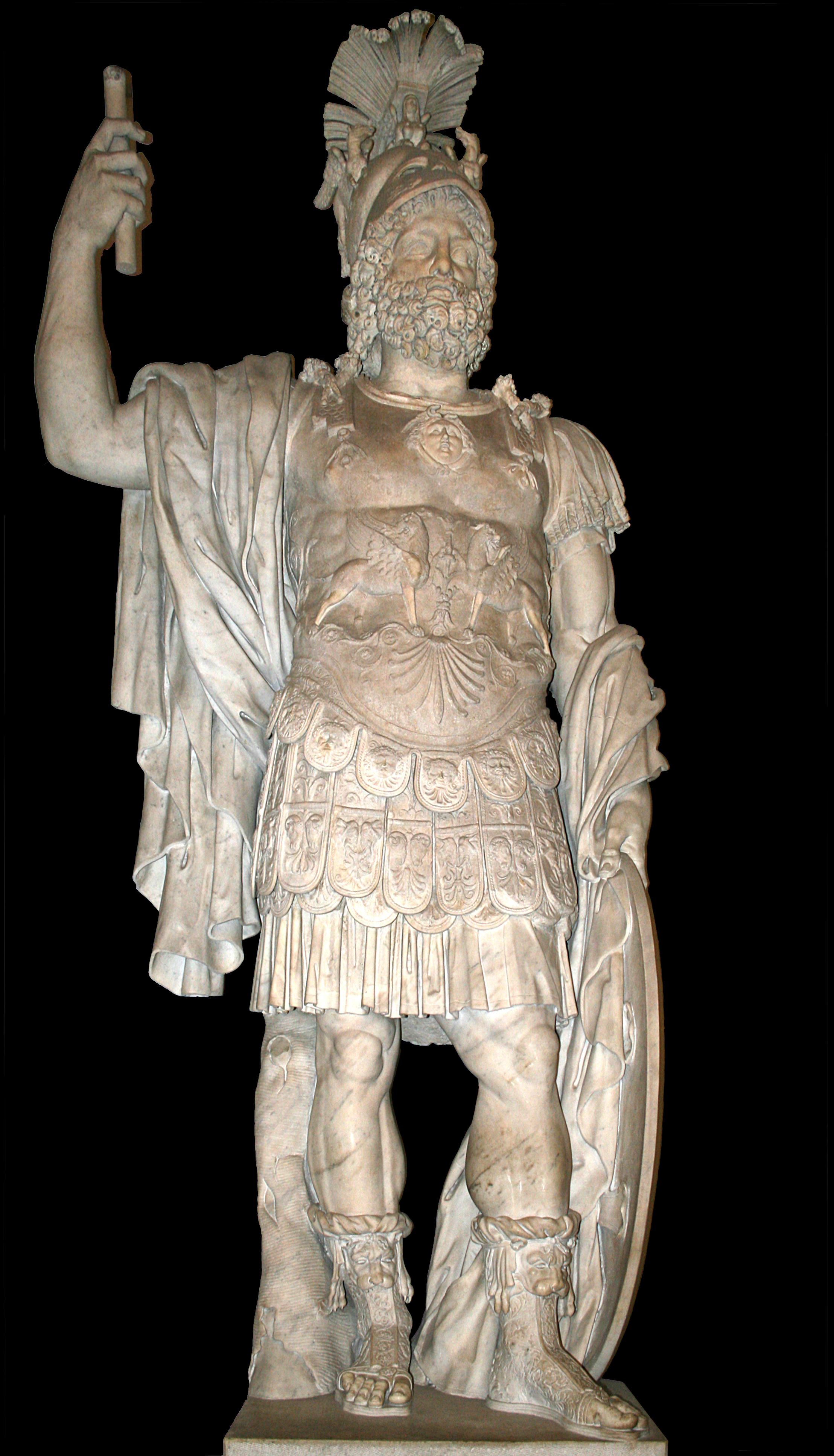
estàtua de Mart

Inicialment fou el déu romà de la fertilitat i la vegetació, i protector dels bovins, però més tard s'associà amb la batalla, especialment amb aquella que requereix valor i força física. Des de molt antic els romans veneraven aquest déu invocant-lo perquè purifiqués els camps i els fes fèrtils, sacrificant en el seu honor un cavall per tal d'assegurar la fertilitat de les llavors després de la sembra de la tardor. Com que era el déu de la fertilitat,més endavant els seus festivals se celebraven en primavera. Aquest doble caràcter es veu en la protecció de la terra per les armes, guardià i fecundador alhora i símbol de virilitat. El símbol del gènere masculí deriva de la llança i l'escut de Mart, en oposició al femení que representa el mirall de Venus.
Es deia que els seus fills Ròmul i Rem havien fundat Roma; els romans s'anomenaven ells mateixos fills de Mart. Com el consort de Rea Sílvia i pare de Ròmul i Rem, Mart era considerat el pare del poble romà. Segons aquesta llegenda de la fundació de la ciutat, Mart va ser el protector de Ròmul i Rem, fent que un dels seus animals sagrats, la lloba, en tingués cura. Apart d'amb els llops s'associa també amb els ossos, per la seva força i salvatgia.
Posteriorment, i per influència grega, se'l va identificar amb Ares i va adquirir una llegenda mitològica sobre el seu origen. Júpiter havia tingut una filla (Minerva) sense la intervenció de la seva dona, la deessa Juno, naixent del cap del seu pare; per a contrarestar-ho Juno va seguir el consell de Flora i va tenir un fill sense la intervenció del seu marit, només fregant-se una flor màgica pel ventre, aquest fill va ser Mart. En el moment del part, Juno es trobava a la costa del Mar de Màrmara.

## Culte
Potser s'associà a la guerra perquè tant l'any agrícola com l'any militar començaven a la primavera. Els seus símbols com a guerrer eren: el llop, el pigot garser i la llança. D'altra banda, els romans creien que l'interès inicial que havia mostrat aquest déu en la protecció dels fundadors (Ròmul i Rèmul) i dels primers habitants de la ciutat, estava relacionat amb les victòries de les seves conquestes. Tant és així que l'emperador August li conferí el títol de «Mart el Venjador».

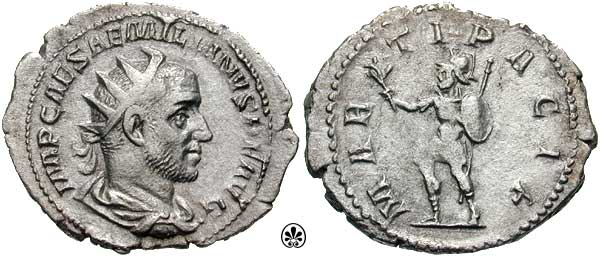
Mart celebrat com a portador de pau en aquesta moneda encunyada durant l'Imperi d'Emilià.

En el seu aspecte bèl·lic, Mart rebia sacrificis abans del combat i es deia que apareixia al camp de batalla acompanyat per Bel·lona, una deessa guerrera diversament identificada com sa muller, germana o filla o cosina. També es deia que sa dona era Nerio.
Es feien rituals endevinatoris en nom de Mart. Els àugurs usaven picots per llegir al seu interior si un esdeveniment seria o no propici. Per això aquest ocell es considerava sagrat i no es menjava. Es relaciona també amb un ritual religiós dels veïns dels romans, el ver sacrum, segons el qual uns quants joves nascuts sota el signe de Mart abandonaven la llar natal per a fundar noves ciutats, un costum que van heretar certs pobles germànics.

### Temples

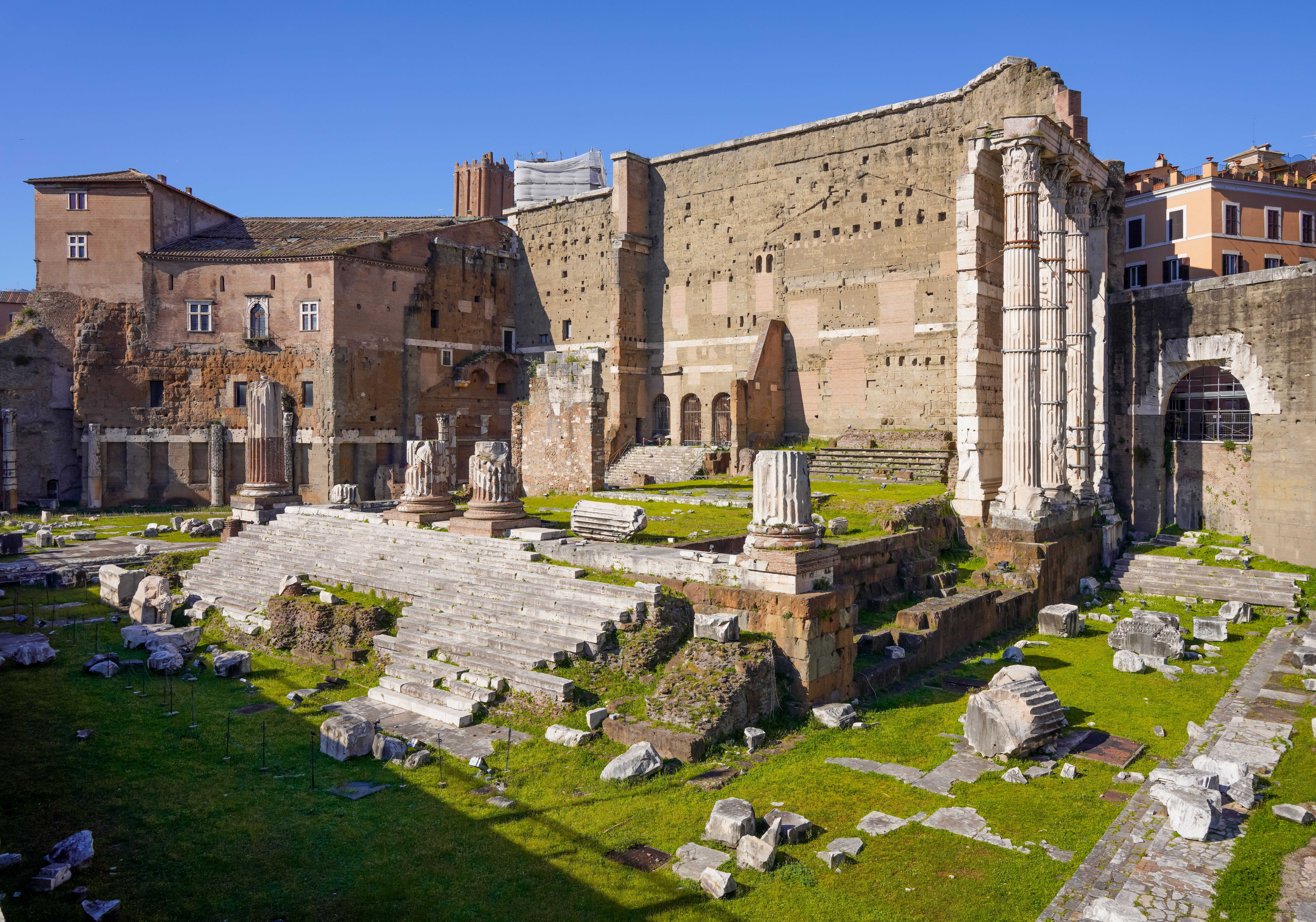
Restes del temple de Mars Ultor al fòrum d'August

El primer temple que va tenir es creu que estava emplaçat fora de la primera muralla romana, al lloc conegut com a camp de Mart fins que l'emperador August li va fer un temple al fòrum.
A Roma el seu temple principal estava situat al Capitoli, compartit amb Júpiter i Quirí. El temple a Mars Ultor (el venjador) es trobava al fòrum d'August. Un altre temple dedicat a Mart Gradivus (aquell que precedeix l'exèrcit en la batalla) era el lloc on l'exèrcit es concentrava abans d'anar a la guerra. El Camp de Mart estava dedicat a ell; era allà on s'entrenaven els soldats i atletes. Mart va ser anomenat Mavors en algunes peces de poesia (Virgili, VIII, 630), i Mamers era el seu nom osc.
A la Regia del Fòrum Romà, les hastae Martiae eren conservades en una petita cambra. Qualsevol moviment de les «llances de Mart» era considerat un auguri de guerra. Si Roma atacava, els generals movien llances i repetien Mars vigila (vetlla Mart).

### Rituals

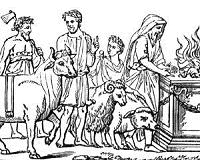
processó de la suovetaurilia,portant a sacrificar un porc, una cabra i un bou, amb el sacerdot al capdavant

L'1 de març se celebraven les Feriae Marti. El 19 d'octubre, se celebrava l'Armilustrium; les armes dels soldats eren purificades i emmagatzemades. Cada cinc anys, se celebrava la Suovetaurília; hom sacrificava un porc, una ovella i un toro. Aquests animals a diferència dels que se sacrificaven per altres déus, eren mascles sense castrar. El 27 de febrer i el 14 de març, es feien les curses de cavalls de l'Equirria. El 23 de març, se celebrava el Tubilustrium purificant les armes i les trompetes de guerra.
Els sacerdots de Mart i Quirí s'anomenaven Salii (saltadors). Se'ls anomenava saltadors perquè saltaven pels carrers i cantaven el Carmen Saliare. Un sacerdot només de Mart era anomenat flamen Martialis.

## Representacions en l'art
En l'art, hom presenta Mart com un guerrer armat i amb un casc crestat. També se'l presenta sobre un carro amb un escut i una llança anant a la batalla. L'escut simbolitza Roma, i segons la llegenda el seu escut caigué del cel per salvar els romans. El llop i la puput són sagrats per a ell. Els seus fills són Dimos i Phobos.
També apareix representat en monedes des de finals del segle iv aC i començaments del segle iii aC.

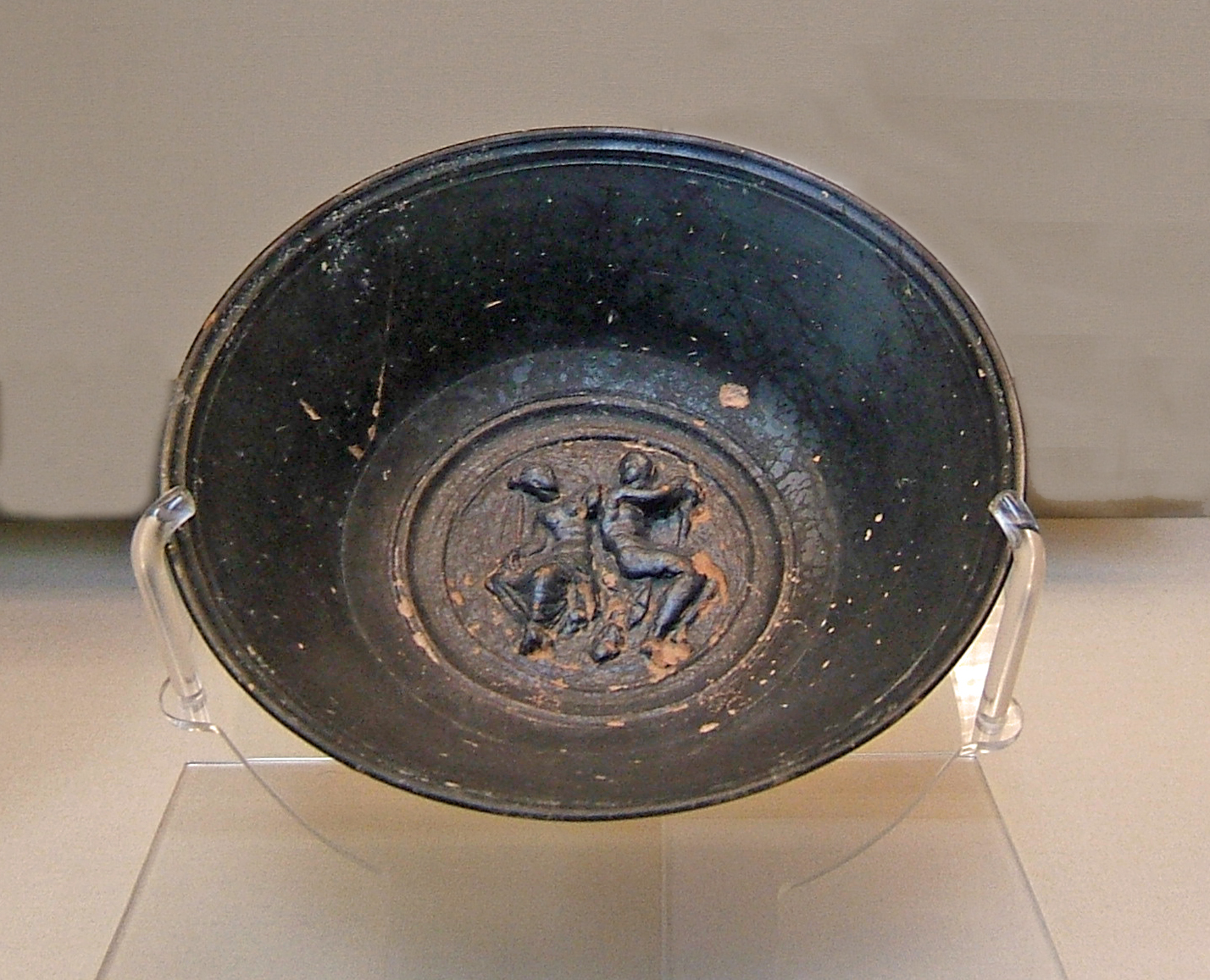
Un relleu que representa Mart i Venus en un bol negre de Campània, Itàlia, 250–150 aC, Museu Britànic

La virilitat com una mena de força vital (vis) o virtut (virtus) és una característica essencial de Mart. Com a guardià agrícola, dirigeix les seves energies cap a la creació de condicions que permetin créixer els cultius, que poden incloure la conjuració de les forces hostils de la natura.
El sacerdoci dels Germans Arval va demanar a Mart que allunyés l'òxid (lues), amb el seu doble significat de fong del blat i els òxids vermells que afecten el metall, una amenaça tant per als estris de ferro com per a l'armament. En el text supervivent del seu himne, els germans Arval van invocar Mart com ferus, "salvatge" o "salvatge" com un animal salvatge.
El potencial salvatge de Mart s'expressa en les seves obscures connexions amb els boscos salvatges, i fins i tot pot haver-se originat com un déu de la natura, més enllà dels límits establerts pels humans i, per tant, una força a propiciar. En el seu D'agricolia, Cató el Censor invoca Mart perquè es realitzi un ritual a silva, al bosc, un lloc no cultivat que si no es manté dins dels límits pot amenaçar amb superar els camps necessaris per als cultius. El caràcter de Mart com a déu agrícola pot derivar únicament del seu paper com a defensor i protector, o pot ser inseparable de la seva naturalesa guerrera, ja que el salt dels seus sacerdots armats, els Salii, estava destinat a accelerar el creixement dels cultius.
Sembla que Mart va ser originalment una deïtat del tron o de la tempesta, cosa que explica alguns dels seus trets barrejats pel que fa a la fertilitat. Aquest paper va ser assumit més tard al panteó romà per diversos altres déus, com Summanus o Júpiter.